# 垃圾箱类群
垃圾箱类群又称废纸篓类元（wastebasket taxon）、笼统分类单元（catch-all taxon），在生物分类学上指的是包含了大量地位未定物种的类群，这些物种常常缺乏相似性，只因为不知道该如何分类而被放进了这种类群。根据定义，垃圾箱类群是并系群或多系群，因而在分支分类学上是不成立的。但是有可能会被保留为演化级的非正式名称。
并系群或多系群的例子很多，但它们大多数不是真正的「垃圾箱类群」，垃圾箱类群不仅在系统发育上不是自然类群，而且其往往自建立伊始就不打算代表自然的演化关系，而仅为方便而存在。
这一概念由史蒂芬·古爾德在1985年提出，但类似的说法更早就已出现；例如，德国鸟类学家恩斯特·哈特尔特在1910年描述画眉科时半开玩笑地说："Was man nicht unterbringen kann, sieht man als Timalien an."（不知道应该怎么分类的鸟就属于画眉科。）
大风子科也是一个典型的垃圾箱类群，其中的物种现在大多被分类至钟花科和杨柳科，另有两属单独列为智利藤科。

## 扩展阅读
- 拉撒路物种
- 猫王物种